# Justicia flava
Justicia flava es una especie de planta floral del género Justicia, familia Acanthaceae.

## Descripción
Es una planta rezagada que puede alcanzar una altura que va desde 1 a 4 pies, los tallos son pubescentes. Las flores de Justicia flava son de color amarillo con rayas oscuras de 1/3-1/2 pulgada de largo.

## Distribución
Especie nativa de Angola, Benín, Botsuana, Burkina Faso, Burundi, Camerún, Provincias del Cabo, República Centroafricana, Chad, Congo, Yibuti, Eritrea, Etiopía, Ghana, Guinea, Costa de Marfil, Kenia, KwaZulu-Natal, Liberia, Malaui, Mozambique, Birmania, Nigeria, Provincias del Norte (África), Ruanda, Arabia Saudita, Senegal, Sierra Leona, Somalia, Sudán, Suazilandia, Tanzania, Togo, Uganda, Yemen, Zambia, Zaire y Zimbabue.

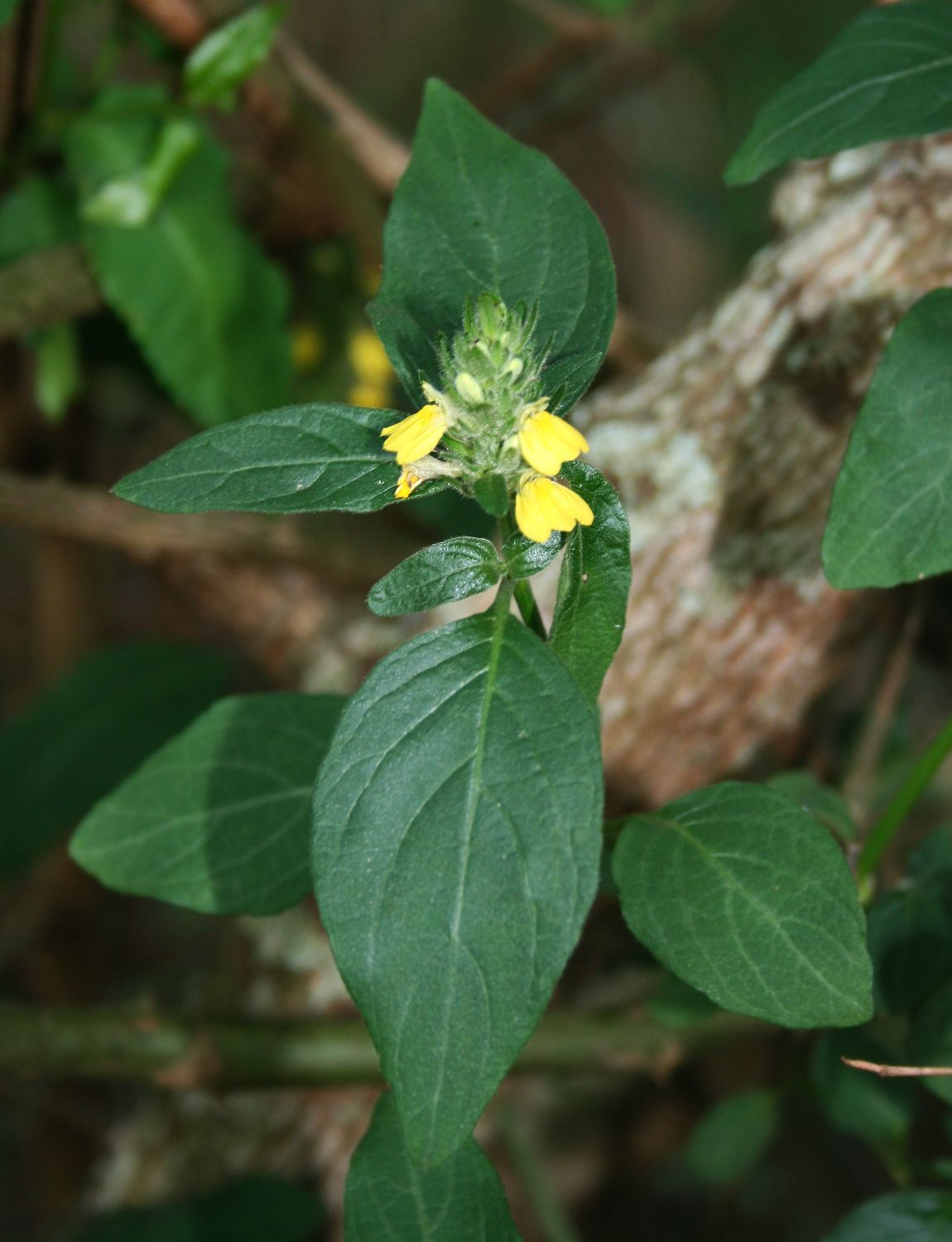
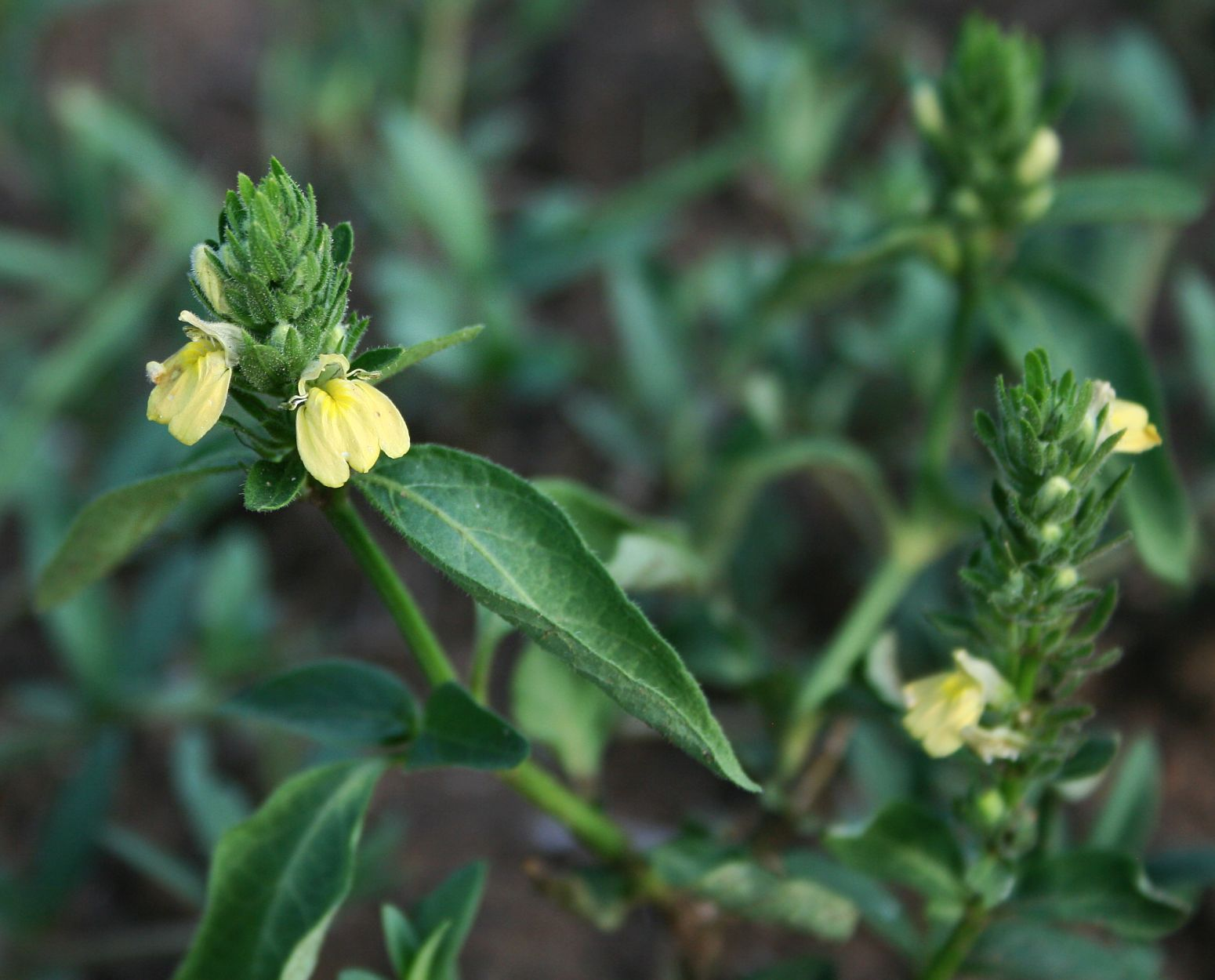
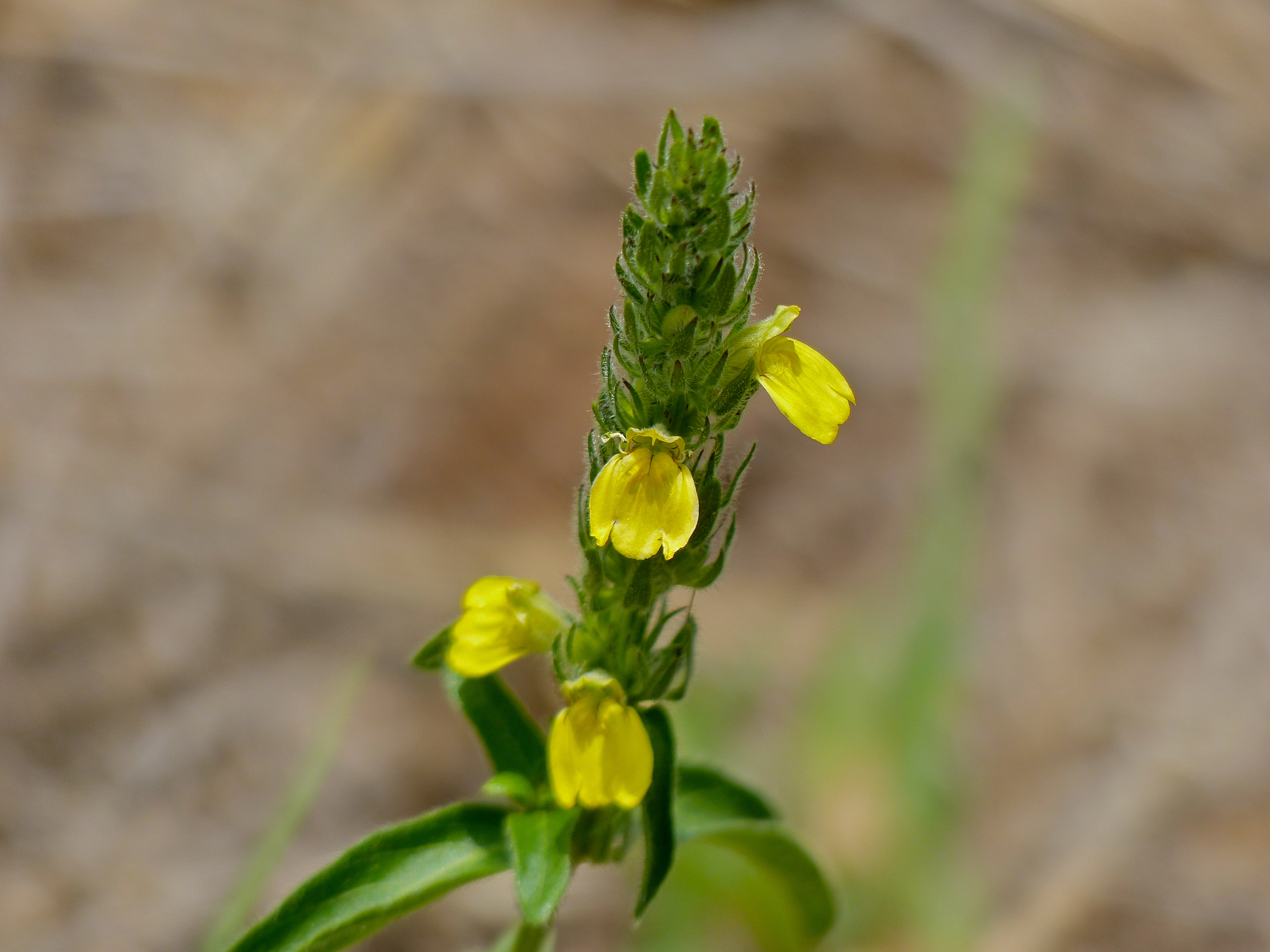